# 吸螺目
吸螺目（Sorbeoconcha）是軟體動物門腹足綱新生腹足亞綱之下的一個目級分類學演化支，主要由有鰓及螺厣的海螺組成。該演化支由溫斯頓·旁得和大衛·R·林德柏格兩名學者於1997年命名。

## 分類

### 1997年分類
吸螺類支序的物種原本均被歸類為中腹足目成員。1960年，賴斯利·覺士（Leslie Reginald Cox）將原來由约翰尼斯·提艾利（Johannes Thiele）在1925年發表的分類方案裡的中腹足目（Mesogastropoda）和新腹足目（Neogastropoda）合併组成新進腹足總目，而中腹足目被拆分為四個演化支，吸螺目就是當中之一。吸螺目亦作吸腔目或吸螺總目。
根據1997年《旁得和林德伯格的腹足類分類》的定義，吸螺目連同新進腹足總目屬於直腹足亞綱（Orthogastropoda），尚可再細分成下列四個亞目：
- 蟹守螺形亚目（英语：Cerithiimorpha） Cerithiimorpha Golikov & Starobogatov, 1975
- 盘足亚目 Discopoda P. Fischer, 1884
- 高腹足亚目 Hypsogastropoda Ponder & Lindberg, 1997
- 莫氏螺亚目 Murchisoniina Cox & Knight, 1960

### 2005年分類
2005年《布歇特和洛克羅伊的腹足類分類》將盤足亞目跟莫氏螺亞目移往其他分類，吸螺類只餘下下列所包含的總科與科：
- 蟹守螺總科 Cerithioidea,
- 鐘形蟹守螺總科 Campaniloidea
- 翼舌類 Ptenoglossa（非正式群組）
- 新腹足類 Neogastropoda（不分級）
- 已滅絕的科未歸類到總科：
  - † Acanthonematidae Wenz, 1938
  - † Canterburyellidae Bandel, Gründel &  Maxwell, 2000
  - † Prisciphoridae Bandel, Gründel & Maxwell, 2000

WoRMS在考量過多個對本支序所包含物種的取捨，認為本支序可被視為新進腹足類支序的另類表達，因此將所有地位未定的成員都放置在一起。

### 2017年分類
吸螺類成為了新進腹足類之下的一個Subterclass，只包括以下分類單元：
- Superfamily Pseudozygopleuroidea Knight, 1930 †
- [unassigned] Sorbeoconcha (Superorder) 
  - Globocornidae科 Espinosa & Ortea, 2010[5]

異名：
- Superfamily Zygopleuroidea Wenz, 1938 † 被認為是 Pseudozygopleuroidea Knight, 1930 † 的異名。

其餘舊屬本支序的分類單元都被歸類為「新進腹足類之下地位未定」單元。
新腹足目變成了與吸螺類同級。

## 外部連結
- 維基物種上的相關：吸螺目